# Rikiya Uehara
Rikiya Uehara (上原 力也 Uehara Rikiya?), född 25 augusti 1996 i Shizuoka prefektur, är en japansk fotbollsspelare.
Uehara började sin karriär 2015 i Júbilo Iwata.